# Figueira da Horta
Figueira da Horta est un village du Cap-Vert sur l’île de Maio.

## Géographie
Il est situé à 7 km à l’est de Vila do Maio.